# Copa Catalunya de futbol femenina 2019-2020
La Copa Catalunya absoluta femenina 2019 fou la quinzena edició de la Copa Catalunya. Se celebrà des del 22 fins al 25 d'agost de 2019 a l'Estadi Municipal de Palamós - Costa Brava i fou organitzada per la Federació Catalana de Futbol. Hi participaren quatre equips, el FC Barcelona, vigent campió, el RCD Espanyol, l'AEM Lleida i el Club Esportiu Seagull. El torneig es disputà en format d'eliminació directa, amb semifinals i final.
La presentació de la competició se celebrà a la Sala d’Actes de l’Ajuntament de Palamós i comptà amb l'assistència del president de la Federació Catalana de Futbol, Joan Soteras, i de l'alcalde de Palamós, Lluís Puig.
El FC Barcelona guanyà la seva desena Copa Catalunya, sisena consecutiva des del 2014, després de vèncer a la final al RCD Espanyol per 4 a 0.

## Competició

### Quadre de competició
|  | Semifinals           | Semifinals   |                      |   | Final | Final |
|  |                      |              |                      |   |       |       |
|  | 22 d'agost 20:30 CET |              |                      |   |       |       |
|  |                      |              |                      |   |       |       |
|  | FC Barcelona         | 5            |                      |   |       |       |
|  | FC Barcelona         | 5            | 25 d'agost 20:30 CET |   |       |       |
|  | CE Seagull           | 1            |                      |   |       |       |
|  | CE Seagull           | 1            | FC Barcelona         | 4 |       |       |
|  | 22 d'agost 18:00 CET |              | FC Barcelona         | 4 |       |       |
|  |                      | RCD Espanyol | 0                    |   |       |       |
|  | RCD Espanyol         | RCD Espanyol | 0                    | 2 |       |       |
|  | RCD Espanyol         |              |                      | 2 |       |       |
|  | AEM Lleida           | 0            |                      |   |       |       |
|  | AEM Lleida           | 0            |                      |   |       |       |

### Semifinals
| RCD Espanyol            | 2-0            | AEM Lleida |
| ----------------------- | -------------- | ---------- |
| Moreno 31' · Débora 90' | Notícia Partit |            |

| FC Barcelona                                                     | 5-1            | CE Seagull |
| ---------------------------------------------------------------- | -------------- | ---------- |
| Putellas 6', 40' · Bonmatí 12' · Torrejón 22' · Oshoala 82' (p.) | Notícia Partit | Solà 43'   |

### Final
| FC Barcelona                                     | 4–0            | RCD Espanyol |
| ------------------------------------------------ | -------------- | ------------ |
| Oshoala 22' · Caldentey 30', 63' (p.) · Pina 89' | Notícia Partit |              |

| FC Barcelona | RCD Espanyol |

| #            | Pos. | Nom                    |           |     |
| ------------ | ---- | ---------------------- | --------- | --- |
| 1            | POR  | Sandra Paños           |           |     |
| 4            | DEF  | Mapi León              |           |     |
| 8            | DEF  | Marta Torrejón         |           |     |
| 17           | DEF  | Andrea Pereira         | Amonestat | 70' |
| 11           | MIG  | Alèxia Putellas        |           |     |
| 12           | MIG  | Patri Guijarro         |           | 77' |
| 14           | MIG  | Aitana Bonmatí         |           | 77' |
| 15           | MIG  | Leila Ouahabi          |           | 64' |
| 9            | DAV  | Mariona Caldenteny     |           | 70' |
| 16           | DAV  | Caroline Graham Hansen |           |     |
| 18           | DAV  | Asisat Oshoala         |           | 70' |
| Canvis       |      |                        |           |     |
| 25           | POR  | Gemma Font             |           |     |
| 3            | DEF  | Stefanie van der Gragt |           | 77' |
| 5            | DEF  | Melanie Serrano        |           | 77' |
| 6            | MIG  | Vicky Losada           |           | 70' |
| 10           | MIG  | Kheira Hamraoui        |           | 70' |
| 21           | DAV  | Andrea Falcón          |           | 64' |
| 24           | DAV  | Clàudia Pina           |           | 70' |
| Entrenador   |      |                        |           |     |
| Lluís Cortés |      |                        |           |     |

| Campió de la Copa Catalunya 2019-20 |
| ----------------------------------- |
| FC Barcelona Desè títol             |

| #              | Pos. | Nom                |          |     |
| -------------- | ---- | ------------------ | -------- | --- |
| 1              | POR  | Mimi de Francisco  |          | 46' |
| 2              | DEF  | Elba Vergés        |          | 46' |
| 5              | DEF  | Inés Juan          |          |     |
| 12             | DEF  | Daniela Cruz       |          | 77' |
| 16             | DEF  | Dulce Quintana     |          | 66' |
| 6              | MIG  | Anna Torrodà       |          |     |
| 7              | MIG  | Cristina Baudet    |          | 46' |
| 10             | MIG  | Brenda Pérez       |          | 46' |
| 19             | MIG  | Katherine Alvarado |          |     |
| 9              | DAV  | Eli del Estal      |          |     |
| 15             | DAV  | Yaiza Relea        |          | 66' |
| Canvis         |      |                    |          |     |
| 13             | POR  | Mariajo Pons       |          | 46' |
| 3              | MIG  | Ayaka Noguchi      |          | 66' |
| 8              | MIG  | Leticia Sevilla    | 58', 62' | 46' |
| 11             | DAV  | Elena Julve        |          | 66' |
| 17             | MIG  | Debora García      |          | 46' |
| 18             | DEF  | Paloma Fernández   |          | 77' |
| 20             |      | Paula Moreno       |          | 66' |
| Entrenador     |      |                    |          |     |
| Salvador Jaspe |      |                    |          |     |